# Heartbeat City
Heartbeat City é o quinto álbum de estúdio da banda estadunidense de pop rock The Cars, lançado em 1984.Neste álbum está a sua canção mais vendida e conhecida da banda, "Drive", incluída em várias compilações de CDs, seja referentes aos anos 80, power ballads, etc.

## Faixas
Todas as letras escritas por Ric Ocasek, exceto onde indicado. 
| N.º            | Título                 | Compositor          | Duração |  |
| 1.             | "Hello Again"          |                     | 3:47    |  |
| 2.             | "Looking foLove"       |                     | 3:52    |  |
| 3.             | "Magic"                |                     | 3:57    |  |
| 4.             | "Drive"                |                     | 3:55    |  |
| 5.             | "Stranger Eyes"        |                     | 4:26    |  |
| 6.             | "You Might Think"      |                     | 3:04    |  |
| 7.             | "It's Not the Night"   | Greg Hawkes, Ocasek | 3:49    |  |
| 8.             | "Why Can't I Have You" |                     | 4:04    |  |
| 9.             | "I Refuse"             |                     | 3:16    |  |
| 10.            | "Heartbeat City"       |                     | 4:31    |  |
| Duração total: | Duração total:         | Duração total:      | 38:41   |  |